# Guglielmo Giusti
Guglielmo Giusti (San Marino, 1º dicembre 1937) è un ex tiratore a volo sammarinese.

## Biografia
Nato nel 1937, a 22 anni ha partecipato ai Giochi olimpici di Roma 1960, i primi di sempre per San Marino, nella gara di trap, venendo eliminato nel turno di qualificazione.
12 anni dopo ha preso di nuovo parte alle Olimpiadi, quelle di Monaco di Baviera 1972, sempre nel trap, arrivando 43º con 175 punti.